# 抱返神社
抱返神社（だきがえりじんじゃ）は秋田県仙北市にある神社。抱返り渓谷の入り口に鎮座する。

## 歴史
康平5年（1062年）、前九年の役で源義家が玉川沿いに厨川柵の安倍貞任を攻めるにあたり、当地で川の流れを鎮めるべく持仏を祀って祈願したのち、持仏を懐に戦い、勝利を収める。喜んだ義家は、堂宇を建立して持仏を祀ったと伝わる。
寛文13年（1673年）、開墾用水源確保のため、大和国丹生川上神社の水波能売神を勧請する。延宝3年9月16日（1676年10月4日）、社殿および長床を建立した。

## 社名
源義家が持仏を懐に戦い、勝利して還って来たことから、「懐還」（だきかえる）になったと言い伝えられている。明治維新後に「抱返」へ改書された。

## 所在地・交通
秋田県仙北市田沢湖卒田字黒倉139番地
- JR田沢湖線 神代駅からタクシーで10分。